# La Crescent
La Crescent è una città degli Stati Uniti d'America, situata in Minnesota, nella Contea di Houston e in parte nella Contea di Winona.